# Luis Ibarra
Luis Osvaldo Mariano Ibarra Araya (Concepción, 3 febbraio 1937 – Santiago del Cile, 12 novembre 2013) è stato un allenatore di calcio cileno.

## Carriera

### Allenatore
Ha guidato la Nazionale cilena nella Copa América 1983 e la selezione Under-20 ai Mondiali di categoria del 1987.